# Hayato Nishinoue
Hayato Nishinoue (西埜植 颯斗 Nishinoue Hayato?), född 21 februari 1996 i Osaka prefektur, är en japansk fotbollsspelare.
Nishinoue började sin karriär 2018 i FC Imabari. 2019 flyttade han till Fujieda MYFC.